# Erőss Ferenc (százados)
Erőss Ferenc (Fényeslitke, 1800. január 13.-? honvéd százados. Az Erőss család lengyelfalvi ágának leszármazottja. 

## Életútja
Szülei Erős(s) György földbirtokos és Szőgyényi Magdolna. Nagybátyja Erőss Lajos országgyűlési képviselő.
1848. szeptember 12-től főhadnagy a Zemplén vármegyei önkéntes nemzetőrzászlóaljban. Alakulatával októberben csatlakozik a fel-dunai sereghez. November 18-tól százados a Zemplén-Gömör vármegyei önkéntes zászlóaljnál, de az alakulat 1849. január második felében feloszlik.  1849. március 30-án Perczel Mór tábornokhoz küldik, aki április 17-én a 30. honvédzászlóaljhoz osztja be (IV., bácskai hadtest). 
Neve szerepel a világosi fegyverletételi jegyzéken, röviddel a szabadságharc után hunyt el.